# Jack Hughes (hockey sur glace, 2001)
Pour les articles homonymes, voir Jack Hughes et Hughes.
Jack Hughes (né le 14 mai 2001 à Orlando, dans l'État de Floride aux États-Unis) est un joueur américain de hockey sur glace.

## Biographie

### Carrière en club

#### Enfance et carrière junior
Hughes passe quelques-unes de ses années junior au Canada, dont quelques matchs éliminatoires avec les Raiders de Georgetown, avant de rejoindre le United States National Team Development Program. Rapidement projeté comme le meilleur espoir disponible en vue du repêchage de 2019, sa rapidité et sa vision du jeu le démarque de ses coéquipiers dans les rangs juniors. Ces qualités précoces mènent certains à le qualifier de meilleur espoir de l'histoire du programme de développement. Durant la saison 2018-2019, il marque son 190e point avec le programme. Il dépasse ainsi le record de la formation alors tenu par Clayton Keller. 
En prévision du repêchage, il est classé comme meilleur espoir nord-américain devant Bowen Byram et Kirby Dach. Celui qui est considéré comme son principal concurrent pour le premier rang au total est le meilleur espoir européen Kaapo Kakko.

#### Carrière professionnelle
Lors du repêchage de la LNH, Jack Hughes est appelé en premier par les Devils du New Jersey. Kaapo Kakko est appelé en deuxième par les Rangers de New York. Il devient alors le premier joueur de confession juive à être sélectionné au premier rang d'un repêchage de la LNH.
Le 12 juillet 2019, Hughes signe un contrat d'entrée de trois ans avec les Devils du New Jersey. Il obtient son premier point dans la LNH le 17 octobre contre les Rangers de New York. Avec cette assistance, il devient le troisième plus jeune joueur de l'histoire des Devils à avoir un point. Deux jours plus tard, il compte son premier but dans une victoire de 1-0 contre les Canucks de Vancouver.

### En équipe nationale
Hughes représente les États-Unis au niveau international. Lors du championnat du monde moins de 18 ans de 2019, il marque sept points dans le match contre la Slovaquie. Cette performance le met à égalité avec Toni Rajala pour le plus grand nombre de points en un match du championnat. Ce championnat lui permet aussi de battre le record établi par Aleksandr Ovetchkine pour le plus grand nombre de points en carrière dans le championnat de moins de 18 ans. Il est sélectionné pour son premier championnat du monde sénior en 2018. En février 2025, Hughes a représenté son pays lors de la Confrontation des 4 nations de la LNH.

## Parenté dans le sport
Jack Hughes provient d'une famille ayant une histoire avec le hockey sur glace. Ses frères Luke et Quinton jouent aussi au hockey sur glace. Son père, Jim, a joué professionnel et a, entre autres, entrainé le HK Dinamo Minsk et les Monarchs de Manchester pendant une saison tandis que sa mère, Ellen Weinberg-Hughes, a été membre de l'équipe nationale américaine où elle a remporté une médaille d'argent au championnat du monde. Finalement, son oncle Marty et son cousin Teddy Doherty ont momentanément été membres de formations professionnelles.

## Statistiques

### En club
| Saison     | Équipe                                      | Ligue      |                            | Saison régulière           | Saison régulière           | Saison régulière           | Saison régulière           | Saison régulière           |                            | Séries éliminatoires       | Séries éliminatoires       | Séries éliminatoires       | Séries éliminatoires | Séries éliminatoires |
| Saison     | Équipe                                      | Ligue      | PJ                         | B                          | A                          | Pts                        | Pun                        | PJ                         | B                          | A                          | Pts                        | Pun                        |                      |                      |
| 2014-2015  | Toronto Marlboros Bantam AAA                | GTBHL      | Statistiques indisponibles | Statistiques indisponibles | Statistiques indisponibles | Statistiques indisponibles | Statistiques indisponibles | Statistiques indisponibles | Statistiques indisponibles | Statistiques indisponibles | Statistiques indisponibles | Statistiques indisponibles |                      |                      |
| 2015-2016  | Mississauga Rebels Minor Midget AAA         | (GTMMHL)   | Statistiques indisponibles | Statistiques indisponibles | Statistiques indisponibles | Statistiques indisponibles | Statistiques indisponibles | Statistiques indisponibles | Statistiques indisponibles | Statistiques indisponibles | Statistiques indisponibles | Statistiques indisponibles |                      |                      |
| 2016-2017  | Toronto Marlboros Minor Midget AAA          | GTMMHL     | 33                         | 23                         | 50                         | 73                         | 4                          | -                          | -                          | -                          | -                          | -                          |                      |                      |
| 2016-2017  | Toronto Marlboros Minor Midget AAA          | Midget     | 80                         | 58                         | 101                        | 159                        | 36                         | -                          | -                          | -                          | -                          | -                          |                      |                      |
| 2016-2017  | Raiders de Georgetown                       | LHJO       | 0                          | 0                          | 0                          | 0                          | 0                          | 9                          | 1                          | 2                          | 3                          | 2                          |                      |                      |
| 2017-2018  | United States National Development Team     | USHL       | 27                         | 21                         | 33                         | 54                         | 10                         | -                          | -                          | -                          | -                          | -                          |                      |                      |
| 2017-2018  | United States National Development Team U17 | USDP       | 24                         | 13                         | 35                         | 48                         | 10                         | -                          | -                          | -                          | -                          | -                          |                      |                      |
| 2017-2018  | United States National Development Team U18 | USDP       | 36                         | 27                         | 41                         | 68                         | 6                          | -                          | -                          | -                          | -                          | -                          |                      |                      |
| 2018-2019  | United States National Development Team     | USHL       | 24                         | 12                         | 36                         | 48                         | 4                          | -                          | -                          | -                          | -                          | -                          |                      |                      |
| 2018-2019  | United States National Development Team U18 | USDP       | 50                         | 34                         | 78                         | 112                        | 28                         | -                          | -                          | -                          | -                          | -                          |                      |                      |
| 2019-2020  | Devils du New Jersey                        | LNH        | 61                         | 7                          | 14                         | 21                         | 10                         | -                          | -                          | -                          | -                          | -                          |                      |                      |
| 2020-2021  | Devils du New Jersey                        | LNH        | 56                         | 11                         | 20                         | 31                         | 16                         | -                          | -                          | -                          | -                          | -                          |                      |                      |
| 2021-2022  | Devils du New Jersey                        | LNH        | 49                         | 26                         | 30                         | 56                         | 0                          | -                          | -                          | -                          | -                          | -                          |                      |                      |
| 2022-2023  | Devils du New Jersey                        | LNH        | 78                         | 43                         | 56                         | 99                         | 6                          | 12                         | 6                          | 5                          | 11                         | 2                          |                      |                      |
| 2023-2024  | Devils du New Jersey                        | LNH        | 62                         | 27                         | 47                         | 74                         | 12                         | -                          | -                          | -                          | -                          | -                          |                      |                      |
| Totaux LNH | Totaux LNH                                  | Totaux LNH | 306                        | 114                        | 167                        | 281                        | 44                         | 12                         | 6                          | 5                          | 11                         | 2                          |                      |                      |

### En équipe nationale
| Année | Équipe         | Compétition                 |   | PJ | B  | A  | Pts | Pun                |  | Résultat |
| 2018  | États-Unis U17 | Défi mondial U17            | 6 | 5  | 10 | 15 | 2   | Médaille d'or      |  |          |
| 2018  | États-Unis U18 | Championnat du monde U18    | 7 | 5  | 7  | 12 | 2   | Médaille d'argent  |  |          |
| 2019  | États-Unis U18 | Championnat du monde U18    | 7 | 9  | 11 | 20 | 8   | Médaille de bronze |  |          |
| 2019  | États-Unis U20 | Championnat du monde junior | 4 | 0  | 4  | 4  | 0   | Médaille d'argent  |  |          |
| 2019  | États-Unis     | Championnat du monde        | 7 | 0  | 3  | 3  | 0   | 7e place           |  |          |
| 2025  | États-Unis     | Confrontation des 4 nations | 4 | 0  | 1  | 1  | 0   | Finalistes         |  |          |

## Trophées et honneurs personnels

### Ligue nationale de hockey
- 2021-2022 : participe au 66e Match des étoiles (1)
- 2022-2023 : participe au 67e Match des étoiles (2)
- 2023-2024 : invitation au 68e Match des étoiles (3)[16]